# رشيد جاهان
رشيد جاهان (بالأردية: رشید جہاں) (1905-1952) هي كاتبة هندية افتتحت حقبةً جديدةً من الأدب الأردي الذي كتبت فيه النساء. وكتبت قصصًا قصيرة ومسرحيات، وربّما أفضل ما قامت به مشاركتها في رواية «أنجاراي» عام 1931 المتفجّرة، وهي مجموعة من القصص القصيرة المبتكرة غير التقليدية التي كتبها كُتّاب شباب باللغة الأردية مثل سجاد ظهير وأحمد علي.

## حياتها الشخصية
ولدت في 25 أغسطس/آب 1905 في عليكره. كانت هي الأكبر بين خمسة أبناء ولدوا للشيخ عبد الله وزوجته بيجوم وحيد جاهان. كان والدها الشيخ عبد الله (لا ينبغي الخلط بينه وبين ’’شير-إي-كشمير‘‘) قياديًا رائدًا في مجال تعليم المرأة في الهند وأسس كلية النساء في جامعة عليكرة الإسلامية، حيث تلقت تعليمها المبكّر. غادرت عليكرة والتحقت بكلية إيزابيلا ثوبورن في لكناو في عام 1921.
بعد ثلاث سنوات انتقلت إلى كلية طب هاردينغ في دلهي حيث تدرّبت كطبيبة نسائيّة. ومن دلهي، انضمت إلى الخدمات الطبية الإقليمية، وأُرسلت إلى المدن الصغيرة في شمال الهند، من باهرايش إلى بولاندهار وميروت.
كانت عضوًا نشطًا في الحزب الشيوعي الهندي وقياديّة في حزب الكتّاب التقدميين. تزوّجت من زميلها الثائر محمودز زعفر في عام 1943.

## الجدال
في شتاء عام 1931، نشرت رشيد جاهان رواية «أنجاراي» (بالأردية: انگارے)، وهي مجموعة من القصص القصيرة المبتكرة غير التقليدية مكتوبة باللغة الأردية بالاشتراك مع سجاد ظهير وصاحب زاد مهمودزافار وأحمد علي. وقد شَجَبَ الكِتاب بشدّةٍ عدم المساواة الاجتماعيّة، والنفاق، واستغلال النساء في مجتمعٍ يقوم على النظام الأبوي.
وقد أُدين الكتاب علنًا في اللجنة الدائمة المركزية للمؤتمر الشيعي لعموم الهند في لوكناو بأنّه ’’منشورٌ فاحش‘‘ وقد ’’جرح مشاعر المجتمع المسلم بأكمله‘‘. دعت الصحافة الأردية إلى فرض حظر عليه. كما أصدر رجال الدين فتاوى. وعُقدت المظاهرات خارج متاجر الكتب وكان على دار النشر إصدار اعتذار كتابي وتسليم نسخًا غير مباعة إلى الحكومة. وفي غضون ثلاثة أشهر من نشره، كان البريطانيون قد حظروا هذا الكتاب ’’اللاأخلاقي‘‘. يوجد اليوم ربّما خمس نسخٍ فقط من النسخة الأصليّة.
من بين القطعتين اللتين ساهمت بها جاهان في رواية «أنجاراي»، كانت قصةً قصيرةً لا تتجاوز بالكاد ثلاث صفحات. رحلات إلى دلهي (Dilli ki Sair) هي قصةٌ قصيرةٌ عن نساءٍ يرتدين النقاب (البرقع) يراقبون الحياة من منصة السكك الحديدية في انتظار أن يحضر أزواجهن ويأخذهن إلى منازلهن. القصة مقتضبة ولكنّها تتسلّل إلى التأمّل في الحياة من وراء ’’الحجاب‘‘ وحماقة امتياز الذكورة بالنسبة لتجربة النساء خلف البردة (حجاب ترتديه المرأة ليجعلها غير مكشوفة للرجال). أمّا القطعة الأخرى، خلف الكواليس (Parde Ke Peeche)، هي محادثة بين امرأتين من العائلات الثرية (حسنة السمعة).

## الإرث
رأت بعض من كتاباتها النور في مجموعات مثل امرأة وغيرها من الآلام والدراما (Aurat aur Dusre Afsane wa Drame 1937) و هو وغيره من الأعمال العاطفية والدرامية (Woh aur Dusre Afsane wa Drame Maktaba Jamia 1977).
توفيت رشيد جاهان في موسكو عام 1952 حيث ذهبت للعلاج من سرطان الرحم. ودفنت في مقبرةٍ هناك.
تتضمّن مذكرات أختها بيجوم خورشيد ميرزا التي نُشِرَت مؤخرًا باللغة الإنجليزية فصلًا عن رشيد جاهان (صفحة 86-104) جوهر امرأة: مذكرات بيجوم خورشيد ميرزا، نيودلهي: زوبان، 2005).

## كتب عن رشيد جاهان
- Rashid Jahan: A Rebel and Her Cause (بالعربية: "رشيد جاهان: متمردة وقضيتها")‏ Rakshanda Jalil, Women Unlimited. (ردمك 978-8188965861)